# La Lamentation sur le corps du Christ
La Lamentation sur le corps du Christ (en italien, Compianto sul Cristo morto) est un tableau du peintre italien Giovanni Bellini réalisé vers 1510-1516. Cette huile sur toile représente Marie et d'autres saints autour du corps mort de Jésus, au pied de la croix. Elle est conservée aux Galeries de l'Académie, à Venise.